# 懸掛帳篷
懸掛帳篷、吊帳（Portaledge）是一種可展開的懸掛式帳篷系統，專為攀岩者而設計，他們在大岩壁攀登中度過多個日夜。裝配好的吊帳是一個織物覆蓋的平台，使用彈性金屬支架，只要一個支點就能懸掛，並有可調條的懸掛帶。 